# ALEG-Re
ALEG-Re（アレッグ）は、2005年に結成された日本のフリースタイルフットボールチーム。
SUPERBALL2015「Double routine部門」の優勝者。。

## 略歴
京都府出身。フリースタイルフットボールチーム。
2011年、日本一のフリースタイルフットボールチームを決める大会にて、その高い技術力、音との融合、そして観客をひきこむ高いエンターテイメント性が評価され優勝し、初代日本チャンピオンとなる。
2013年、FF-JAPAN CUP にて優勝し、日本一のチームに返り咲いた。
2015年、チェコ・リベレツで開催された「SUPERBALL2015 Double routine部門」で、結成10年目にして世界チャンピオンに輝く。
同年11月20日、業績を称えられ、京都府よりスポーツ特別奨励賞を授与される。
また地元である舞鶴市からも、舞鶴市優秀スポーツ賞 特別賞を授与されダブル受賞となった。
現在は、日本各地へ飛び回りイベントやTV等のメディアにも出演し、ALEG-Reとしての活動はもちろんだが、フリースタイルフットボールカルチャー発展の為に精力的に活動展開している。。
2017年、ALEG-Reは解散発表した。
2018年、YOSSHIとYU-Jは新たにフリースタイル フットボールコンビ「LA CLASSIC」として活動していく事を発表した。
チーム名の由来は、ポルトガル語のalegre(=陽気に、楽しく)と英語のleg(=足)をかけ合わせて、「陽気に楽しくボールを蹴ろうぜ！」という意味である。

## メンバー
- YOSSHI（よっしー） - 本名：山本 佳史（やまもと よしひと ）、京都府舞鶴市生まれ
- YU-J（ゆーじ） - 本名：守島 裕二（もりしま ゆうじ ）、京都府舞鶴市生まれ
- i-zu（いず） - 本名：泉谷 駿（いずたに しゅん ）、京都府京都市生まれ

### 元メンバー
- U-ICHI☆
- KAZUMA
- TAKA-P
- SHOW

## 成績
- FF-JAPAN-CUP 2011　優勝　初代日本一
- FF-JAPAN-CUP 2012　準優勝 (オーディエンス賞 優勝)
- FF-JAPAN-CUP 2013　優勝　現日本チャンピオンチーム
- Super Ball 2015 Double routine部門 　優勝　世界チャンピオン
- Super Ball 2016 Routine部門 　準優勝　世界第2位
- Super Ball 2016 Double routine部門 　世界第3位

## 出演
- おはスタ（テレビ東京）
- FOOT×BRAIN（テレビ東京）
- ぐるぐるナインティナイン（日本テレビ）
- スッキリ!!（日本テレビ）
- ニッポン元気計画! 眠れるスター目覚ましバラエティ“ハックツベリー”（テレビ東京）
- 好きな人がいること（フジテレビ）
- Esporte fantastico（RecordTV）
- 屋上エンタメ 目指せ てっぺん（テレビ大阪）
- 30日間実験バラエティー! ミソカネズミ3（ABCテレビ）
- ちちんぷいぷい（MBSテレビ）
- おはスタ（テレビ東京）
- Mulheres（GAZETA TV）
- SUN DANCER MV（HAN-KUN）
- 第5回Athlete Dresser Award ファッションスタイリングショー&パフォーマンス